# Кінець раю
Кінець раю (ісп. El final del paraíso) — американський телесеріал у жанрі драми, бойовика та створений компанією Telemundo Global Studios, Fox Telecolombia. В головних ролях — Кармен Вільялобос, Катрін Сіачоке, Фабіан Ріос, Кімберлі Реєс, Грегоріо Пернія.
Перша серія вийшла в ефір 13 серпня 2019 року.
Серіал має 1 сезон. Завершився 82-м епізодом, який вийшов у ефір 10 грудня 2019 року.
Режисер серіалу — Херні Луна, Едгар Бехарано.
Сценарист серіалу —  Єсмер Урібе, Херардо Перес, Марта Нієто, Марія Анжеліка Дюк.
Серіал є продовження серіалу Без грудей є рай.
На відміну від своєї оригінальної трансляції, Netflix випустив теленовелу загалом із 90 епізодів і з повністю відмінною кінцівкою від тієї, що транслювалася Telemundo.

## Сюжет
Нова місія Каталіни Сантани змусить її зіткнутися з демонами, які загрожують знищити її та її родину.

## Актори та ролі
| Актор              | Роль                                                       |
| ------------------ | ---------------------------------------------------------- |
| Кармен Вільялобос  | Каталіна Сантана / Вірджинія Фернандес де Санін            |
| Катрін Сіачоке     | Хільда Сантана «Доня Хільда»                               |
| Фабіан Ріос        | Альбейру Марін                                             |
| Грегоріо Пернія    | Ауреліо Харамільо «Ель Тіті»                               |
| Кімберлі Реєс      | Єсіка Белтран «Діабла» / Валерія Монтес / Карла Мальдонадо |
| Кароліна Гайтан    | Каталіна Марін Сантана                                     |
| Хуан Пабло Уррего  | Ернан Даріо Байона «Начо»                                  |
| Хуан Пабло Гамбоа  | Аарон Мондего «Чорна рука»                                 |
| Роберто Манріке    | Сантьяго Санін                                             |
| Франсіско Болівар  | Хосе Луїс Варгас «Хота»                                    |
| Маурісіо Цухар     | Едмундо Дорантес Борреро «Тінь»                            |
| Стефанія Дуке      | Маріана Санін Сантана                                      |
| Аріана Овалле      | Маріана Санін Сантана (молода)                             |
| Еліаніс Гаррідо    | Даяна Мюріель «Демон»                                      |
| Естефанія Гомес    | Ванесса Салазар                                            |
| Лінда Бальдріч     | Наталія Бермудес                                           |
| Мануель Гомес      | Естебан Кальво                                             |
| Алехандра Пінзон   | Паола Пісарро                                              |
| Мартін Карпан      | Сальваторе Міранда                                         |
| Маурісіо Моад      | Рамон Монтекарло «Мончо»                                   |
| Хуан Пабло Льяно   | Даніель Серон Венегас «Журналіст»                          |
| Леонардо Акоста    | Альфонсо Берріо                                            |
| Алехандро Мартінес | Роберто Конде                                              |
| Джанкарло де Соуза | Міхаель Рубенс                                             |

## Сезони
| Сезон | Епізоди | Епізоди | Оригінальний показ | Оригінальний показ | Оригінальний показ |
| Сезон | Епізоди | Епізоди | Перший показ       | Останній показ     | Мережа             |
| ----- | ------- | ------- | ------------------ | ------------------ | ------------------ |
| 1     | 82      | 82      | 13 серпня 2019     | 10 грудня 2019     | Telemundo          |

## Аудиторія
| Сезон | Епізоди | Перший ефір    | Перший ефір        | Останній ефір | Останній ефір      | Середня кількість глядачів (мільйони) |
| Сезон | Епізоди | Дата           | Глядачі (мільйони) | Дата          | Глядачі (мільйони) | Середня кількість глядачів (мільйони) |
| ----- | ------- | -------------- | ------------------ | ------------- | ------------------ | ------------------------------------- |
| 1     | 82      | 13 серпня 2019 | 1.30               | 9 грудня 2019 | 1.61               | 1.29                                  |

## Інші версії
Колумбія — Без грудей немає раю (ісп. Sin tetas no hay paraíso), 2006 — колумбійська теленовела. В головних ролях — Марія Аделаїда Пуерта, Патрісія Ерколе, Сандра Бельтран.
 Колумбія,  Мексика,  США —  Без грудей немає раю (серіал, 2008) (ісп. Sin senos no hay paraíso), 2008 — теленовела спільного виробництва. В головних ролях — Кармен Вільялобос, Катрін Сіачоке, Марія Фернанда Єпес, Фабіан Ріос.
 Іспанія —  Без грудей немає раю (серіал, 2008, Іспанія) (ісп. Sin tetas no hay paraíso), 2008 — іспанська теленовела. В головних ролях — Амайя Саламанка, Марія Кастро, Мігель Анхель Сільвестре.
 Колумбія — Без грудей немає раю (фільм) (ісп. Sin tetas no hay paraíso), 2010 — колумбійський фільм. В головних ролях — Ізабел Крістіна Кадавід, Лінда Люсія Кальєхас, Хуан Себастьян Калеро.
 Колумбія,  США — Без грудей є рай (ісп. Sin senos sí hay paraíso), 2016 — теленовела спільного виробництва. В головних ролях — Катрін Сіачоке
Фабіан Ріос, Кароліна Гайтан, Хуан Пабло Уррего, Йоганна Фадул, Махіда Ісса.